# Сичињано дељи Албурни
Сичињано дељи Албурни (итал. Sicignano degli Alburni) је насеље у Италији у округу Салерно, региону Кампанија.
Према процени из 2011. у насељу је живело 1310 становника. Насеље се налази на надморској висини од 606 м.

## Становништво
| 1931. | 1936. | 1951. | 1961. | 1971. | 1981. | 1991. | 2001. | 2011. |
| ----- | ----- | ----- | ----- | ----- | ----- | ----- | ----- | ----- |
| 3.930 | 4.226 | 4.819 | 4.750 | 4.016 | 3.824 | 4.018 | 3.466 | 3.419 |